# Предраг Грбић
Предраг Грбић (Нова Варош, 3. јун 1965 — Нова Варош, 14. јул 2023) био је српски позоришни и телевизијски глумац.

## Биографија и каријера
Рођен је 1965. године у Новој Вароши, где је почео да се бави глумом. У Народном позоришту Тимочке крајине „Зоран Радмиловић” био је од 1. јуна 1996. године.
У позоришту у Зајечару одиграо је близу педесет позоришних улога, од којих су најзначајније : Господин Редијон у представи „Магарац“ за коју је 2000. године добио Награду „Зоранов брк“, на Фестивалу „Дани Зорана Радмиловића“, затим Младожења („Женидба и удадба“ 2001.) Хамилкар Рикоти (Почасно вече“ 2004.) Отац, („Каролина Нојбер“, 2010.), Џери („Трансилванија“ 2012.) Степан, слуга Поткољесина („Женидба“ 2023.), Доситеј Андрејич Хликин, високи чиновник и Генерал Брижалов (Чеховљева соба 2023.) и многе друге.
Добитника је и Статуете Јоаким Вујић, а осим у позоришту глумио је у неколико ТВ серија и филмова.
Преминуо је 14. јула 2023. године у Новој Вароши.

## Филмографија
| Год.    | Назив                    | Улога             |
| ------- | ------------------------ | ----------------- |
| 2000-е▲ |                          |                   |
| 2006.   | Битка на Чегру           | Хајдук Вељко      |
| 2006.   | Сељаци (ТВ серија)       | Милован           |
| 2020-е▲ |                          |                   |
| 2023.   | Радио Милева (ТВ серија) | Франсоа и Жилијен |
| 2023.   | Траг дивљачи (ТВ серија) | доктор            |